# 横田美紀
横田 美紀（よこた みき、1989年12月27日 - ）は、日本のタレント・女優。
東京都出身。sai & co. 所属。日本女子大学家政学部家政経済学科卒業。

## 人物
- 趣味は音楽鑑賞、映画鑑賞、人間観察。
- 特技はバレーボール、チアリーディング。体が柔らかいのが自慢。
- 好きな食べ物はチーズ、かき氷、わらび餅など和菓子全般。
- 元TBSアナウンサーの林みなほと、モデルの 一木美里 は小学校時代からの親友である[2][3]。
- 平成生まれ初のニャンちゅうのおねえさんである。
- ホリエージェンシー所属の後、フリーへ。2024年5月15日sai & co. 所属発表。

## 出演

### テレビドラマ
- LOVE GAME 第5話（2009年5月21日、讀賣テレビ）
- ハングリー! 第4話（2012年1月31日、関西テレビ） - フミ（少女期） 役
- 外科医 鳩村周五郎9（2012年3月16日、フジテレビ）
- なるようになるさ。 第3話（2013年7月26日、TBS）
- SRO〜警視庁広域捜査専任特別調査室〜（2013年12月9日、TBS）
- 花咲くあした 第1・7話（2014年1月5日・2月16日、NHK BSプレミアム）
- サイレント・プア（2014年4月8日 - 6月3日、NHK） - 新保佳苗 役
- 実在性ミリオンアーサー（2014年10月3日 - 、UHF局） - ランスロット 役[4][5]
- 紅雲町珈琲屋こよみ（2015年4月29日、NHK）
- ホテルコンシェルジュ 第7話（2015年8月18日、TBS） - 倉田歩美 役
- 44歳のチアリーダー!!（2015年12月20日、NHK BSプレミアム）
- 連続テレビ小説（NHK）
  - あさが来た 106話 - （2016年2月4日 - ） - 工藤サカエ 役
  - とと姉ちゃん 149話 - （2016年9月23日 - ） - たまきと同期入社の社員
- 「バリバラ」ドラマ（NHK Eテレ）
  - アタシ・イン・ワンダーランド - （2016年9月18日） - アリサ 役
  - カフェであえたら - （2024年11月21日） - アリサ 役
- ラブリラン 第1話（2018年4月5日、読売テレビ） - リポーター 役[6]
- 噂の女 第3話（2018年4月28日、BSジャパン） - 白石真由 役
- 結婚相手は抽選で 第2話（2018年10月13日、東海テレビ・フジテレビ系） - 山下美佐子 役[7]
- 月曜名作劇場 「魔性の群像5」（2019年1月28日、TBS） - 原田早紀 役
- ストロベリーナイト・サーガ #6（2019年5月16日、フジテレビ） - 尾崎彩美 役
- 騎士竜戦隊リュウソウジャー 第28話（2019年9月29日、テレビ朝日） ‐ 伊藤ひとみ 役
- だから私はメイクする 第5話（2020年11月5日、テレビ東京） - 華 役
- 大河ドラマ（NHK）
  - 青天を衝け 第40回（2021年12月19日）- 日本人移民の妻 役
  - 光る君へ 第3回 - 第5回（2024年1月21日 - 2月4日）- 肇子 役
- シッコウ!!〜犬と私と執行官〜 第3話（2023年7月18日、テレビ朝日） - 矢上理那 役[8]

### 映画
- ゴーカイジャー ゴセイジャー スーパー戦隊199ヒーロー大決戦（2011年6月11日、東映） - 女性 役
- ZIPANG PUNK〜五右衛門ロックIII（2014年3月29日、ヴィレッヂ / ティ・ジョイ）
- MONSTERZ モンスターズ（2014年5月30日、ワーナー・ブラザース映画）
- 想いのこし（2014年11月22日、東映)
- リアル鬼ごっこ（2015年7月11日、松竹 / アスミックエース） - 直子 役
- 流れ星が消えないうちに（2015年11月21日、アークエンタテインメント）

### 舞台
- The Joker（2011年6月29日 - 7月3日、シアターサンモール） - 江戸川美雪 役
- プール・サイド・ストーリー（2011年8月24日 - 28日、赤坂RED/THEATER） - しずか 役
- Trivet〜丑三つ 時に笛が哭く〜（2011年11月18日 - 20日、アトリエフォンティーヌ）
- The Door〜welcome to my home〜（2012年7月4日 - 8日、萬劇場）
- ZIPANG PUNK〜五右衛門ロックIII（2012年12月19日 - 2013年2月28日、東京 / 大阪）
- 十九歳のジェイコブ（2014年6月11日 - 7月6日、東京 / 兵庫） - キャス 役
- 生きてるものはいないのか（2014年10月16日 - 26日、青山円形劇場）
- 春のめざめ (朗読劇)（2014年12月6日 - 7日、天王洲 銀河劇場）[9]

### Webドラマ
- 閲覧注意 私ノ最期ヲ見テクダサイ（2013年8月20日 - 全7話、BeeTV） - 主演

### その他テレビ番組
- ゴールドハウス（2008年12月 - 2009年9月、フジテレビ）[注 1]
- 磯山さやかの「流行発信☆磯山ランド」（2009年10月10日 - 2010年9月25日、BS日テレ） - リポーター
- めざましどようび（2011年4月 - 9月、フジテレビ） - ダヴな美!レポーター
- ザ!世界仰天ニュース（2012年9月26日、日本テレビ） - 桶川ストーカー殺人事件の被害者 役[注 2]
- 中居正広の金曜日のスマたちへ（2014年3月21日、TBS） - キムラ緑子（学生時代） 役[注 3]
- カウントダウンTOKYO（2014年4月5日 - 2018年3月26日、TOKYO MX） - MC
- 痛快TV スカッとジャパン（2015年2月2日、フジテレビ） - 店員の前でイキる奴―店員
- ニャンちゅうワールド放送局（2015年4月5日 - 2018年4月1日、NHK Eテレ）[10] - 5代目おねえさん
- ニャンちゅう!宇宙!放送チュー! ニャンちゅう!30周年スペシャル（2022年10月9日、NHK Eテレ） - ゲスト出演

### CM
- 毎日コミュニケーションズ マイナビ進学（2008年 - 2009年）
- オリエンタルランド 東京ディズニーシー（2009年）
- ヒラカワコーポレーション ひんやりジェルマット（2009年）
- JR東日本（2010年）[注 4]
- 小林製薬 ブレスケア（2011年 - 2012年）
- Apple Japan iPhone 4S（2012年 - 2013年）
- 京王電鉄 プラットガール（2013年 - ） - 高尾かえで 役
- キリンビール 氷結（2013年）
- 亀田製菓 ハッピーターン（2013年）
- ラウンドワン（2013年）
- 花王 リーゼ（2014年）
- 第一三共ヘルスケア プレコール持続性カプセル（2014年）
- シャープ AQUOS ZETA SH-01H 「部屋でマッサージ」篇（2016年）
- カワダ nanoblock（2016年）
- 栄光の個別ビザビ （2018年）- 「のびしろガール」に勉強を教える個別指導の先生 役

### 広告
- フロリダ州政府柑橘局 フロリダグレープフルーツ（2014年）

### MV
- Base Ball Bear 「そんなに好きじゃなかった」（2014年6月4日）[注 5][11]
- かりゆし58 「愛を信じてる」（2014年10月8日）

### イベント
- 京王電鉄 京王れーるランド 多摩動物公園駅1日駅長（2013年）[12]

## CD
- キラキラ♡魔女っ娘♡CLUV（Pヴァイン・2010年2月10日発売） - 「ひとりぼっちのメグ」（『魔女っ子メグちゃん』ED曲）をカヴァー